# Piscine de Kuusankoski
La piscine de Kuusankoski (finnois : Kuusankosken uimahalli) est une piscine située dans le Parc des sports de Kuusankoski à Kouvola en Finlande.

## Présentation
La piscine a ouvert en 1970 et entièrement rénové en 1995. 
La salle dispose d'un grand bain à 5 couloirs de 25 mètres, d'un petit bain pour enfants et d'un jacuzzi. 
Les profondeurs des bains sont de 3,8 et 0,8 mètres dans les parties profondes et de 1,2 et 0,4 mètre dans les parties peu profondes. 
La grande piscine a des tremplins de saut à une hauteur de 1 mètre et 3 mètres.
La piscine dispose également d'une salle de sport et d'une cafétaria. 
La La piscine de Kuusankoski accueille environ 80 000 visiteurs par an et c'est la salle de natation la plus fréquentée de Kouvola. 
La salle de sport de Kuusankoski et la patinoire de Kuusankoski sont voisines de la piscine.